# Regió Huasteca

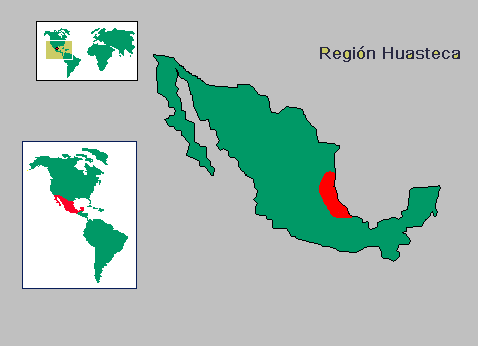
Regió Huasteca.

La Regió Huasteca o La Huasteca és una regió geogràfica i cultural que comprèn les regions dels actuals estats mexicans de San Luis Potosí, Veracruz, Tamaulipas i Hidalgo; en menor proporció, regions dels estats de Puebla i Querétaro. Aquesta regió es va conformar la causa de l'afluència maia via marítima cap al seu territori. Tradicionalment s'accepta com a Huasteca l'àrea en què es va desenvolupar la cultura dels huasteques. Actualment a la regió hi habiten els pobles huasteques, nahues, otomís i pames.

## Geografia

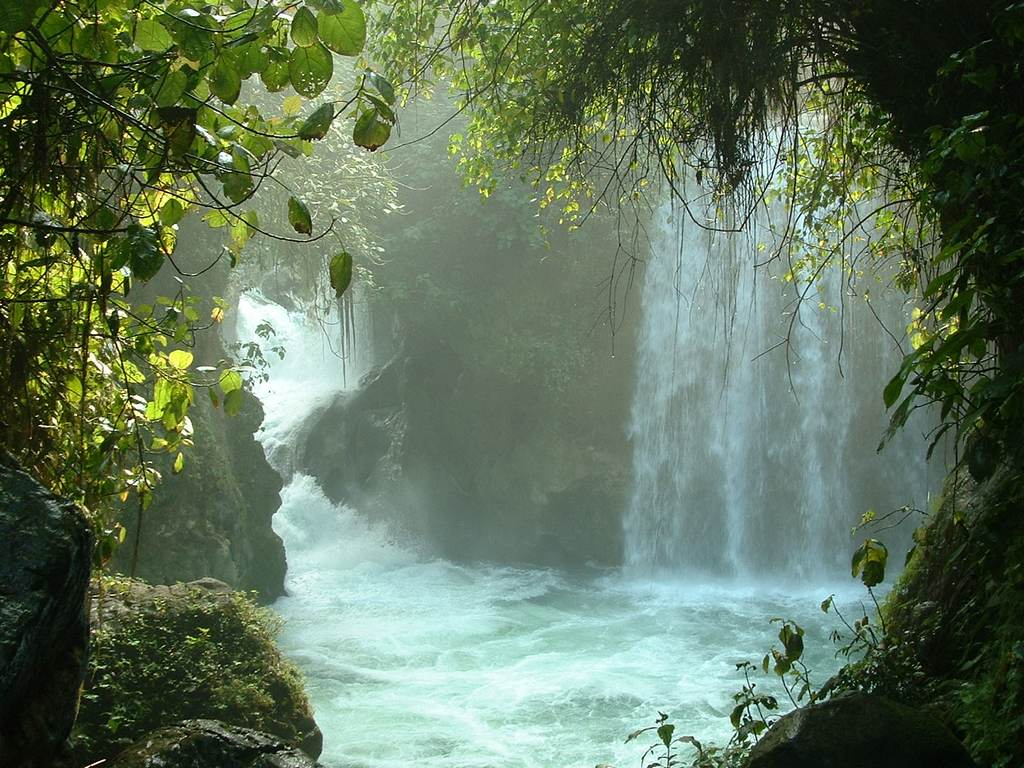
Tamasopo, San Luis Potosí.

La regió compren l'extensió de terra que va des del riu Cazones, a Veracruz fins al riu Soto La Marina, a Tamaulipas. Orogràficament se situa entre la Sierra Madre Oriental a l'oest, la Sierra de Tamaulipas al nord, la Sierra Gorda al sud i les planes del Golf de Mèxic.

## Història
Els nahues anemona la regió Cuextlan i anomenen els huasteques cuextecah.
Hi ha un moviment polític pacífic, amb representació parlamentària, que vol que la regió esdevingui el 33è estat de Mèxic. Argumenten que els governs estatals actuals tenen abandonada la regió i no adrecen els interessos ètnics i econòmics de la població.